# 雀嘴鹎属
雀嘴鹎属（学名：Spizixos）是鵯科下的一个属。

## 下属物种
本属包括以下物种：
- 凤头雀嘴鹎 Spizixos canifrons Blyth, 1845
- 领雀嘴鹎 Spizixos semitorques Swinhoe, 1861